# Митишчи
Митишчи (рус. Мытищи) град је у Русији у Московској области. Налази се на 19 km североисточно од Москве, на реци Јаузи и железничкој прузи Москва-Јарослављ. Град представља административни и образовни центар Митишчинског дистрикта. Познат је по свом акведукту, изграђеном 1779—1804. по наређењу Катарине II, који је представљао прво средство за опскрбљивање Кремља чистом водом. Према попису становништва из 2010. у граду је живело 173.341 становника.

## Историја
Простор данашњег Митишчија су први населили ловци и рибари око 6-8 миленијума п. н. е., тј. у касном каменом добу. У 8-9. веку простор су населила словенска племена (Вјатичи и Кривичи). Данас у Митишчију и око њега постоји десетак ових насеља из периода од 11. до 13. века. Насеље под данашњим називом постоји од 1460. године, блиско повезано са луком реке Јаузе. Представљало је важно трговачко чвориште у којем су трговци морали да плаћају порез. Насеље је и добило име по корупцији (миту, рус. мыт)., а од 19. века је преименовано у Велики Митишчи (рус. Большие Мытищи). Године 1862. кроз Велики Митишчи је изграђена железничка пруга.
Статус града ово насеље је добило 17. августа 1925. године.

## Становништво
Средином 19. века број становника је био 389. Данас, Митишчи је трећи по броју становника у Московској области, после Подољска и Љубереца. Према прелиминарним подацима са пописа, у граду је 2010. живело 173.341 становника, 13.441 (8,41%) више него 2002.
| 1939.  | 1959.  | 1970.   | 1979.   | 1989.   | 2002.   | 2010.   |
| ------ | ------ | ------- | ------- | ------- | ------- | ------- |
| 60.118 | 98.606 | 118.653 | 140.656 | 154.068 | 159.900 | 173.160 |

## Привреда
Митишчи је највећи индустријски центар у региону, при чему је најразвијеније машинство — производња оружја, стројоградња (вагони за подземну жељезницу), али постоје и погони за електромеханику, производњу вештачких смола, линолеума, пластичне масе итд.

## Партнерски градови
- Нимбурк
- Габрово
- Леко
- Паневежис